# Пойнт-Плейс (Луїзіана)
Пойнт-Плейс (англ. Point Place) — переписна місцевість (CDP) в США, в окрузі Начітош штату Луїзіана. Населення — 382 особи (2020).

## Географія
Пойнт-Плейс розташований за координатами 31°41′15″ пн. ш. 93°1′30″ зх. д. / 31.68750° пн. ш. 93.02500° зх. д. (31.687580, -93.024981).  За даними Бюро перепису населення США в 2010 році переписна місцевість мала площу 2,73 км², з яких 2,52 км² — суходіл та 0,20 км² — водойми.

## Демографія
Згідно з переписом 2010 року, у переписній місцевості мешкало 400 осіб у 172 домогосподарствах у складі 121 родини. Густота населення становила 147 осіб/км².  Було 209 помешкань (77/км²).
Расовий склад населення:
| - 56,3 % — білих - 32,0 % — чорних або афроамериканців - 2,5 % — корінних американців - 1,5 % — осіб інших рас |

До двох чи більше рас належало 7,8 %. Частка іспаномовних становила 1,8 % від усіх жителів.
За віковим діапазоном населення розподілялося таким чином: 19,5 % — особи молодші 18 років, 64,7 % — особи у віці 18—64 років, 15,8 % — особи у віці 65 років та старші. Медіана віку мешканця становила 42,6 року. На 100 осіб жіночої статі у переписній місцевості припадало 89,6 чоловіків;  на 100 жінок у віці від 18 років та старших — 89,4 чоловіків також старших 18 років.
Цивільне працевлаштоване населення становило 147 осіб. Основні галузі зайнятості: транспорт — 34,0 %, виробництво — 33,3 %, освіта, охорона здоров'я та соціальна допомога — 14,3 %, будівництво — 8,8 %.